# Eurocopter AS355 Écureuil 2
L'Eurocopter (désormais Airbus Helicopters) AS355 Écureuil 2 est un hélicoptère léger bimoteur de manœuvre et assaut développé et fabriqué à l'origine par Aérospatiale en France.
L'Écureuil 2 est directement dérivé de l'AS350 Écureuil monomoteur. Il effectue son premier vol le 28 septembre 1979 et est mis en service peu de temps après. Ce type d'appareil était communément commercialisé en Amérique du Nord sous le nom de TwinStar. Dans les années 1990, Aérospatiale fusionne ses intérêts dans le domaine des hélicoptères au sein du consortium multinational Eurocopter ; c'est sous cette nouvelle entité que l'Écureuil 2 continue à être fabriqué. En 2016, peu après le changement de nom d'Eurocopter en Airbus Helicopters, le groupe met fin à la production de l'Écureuil 2. 

## Conception et développement

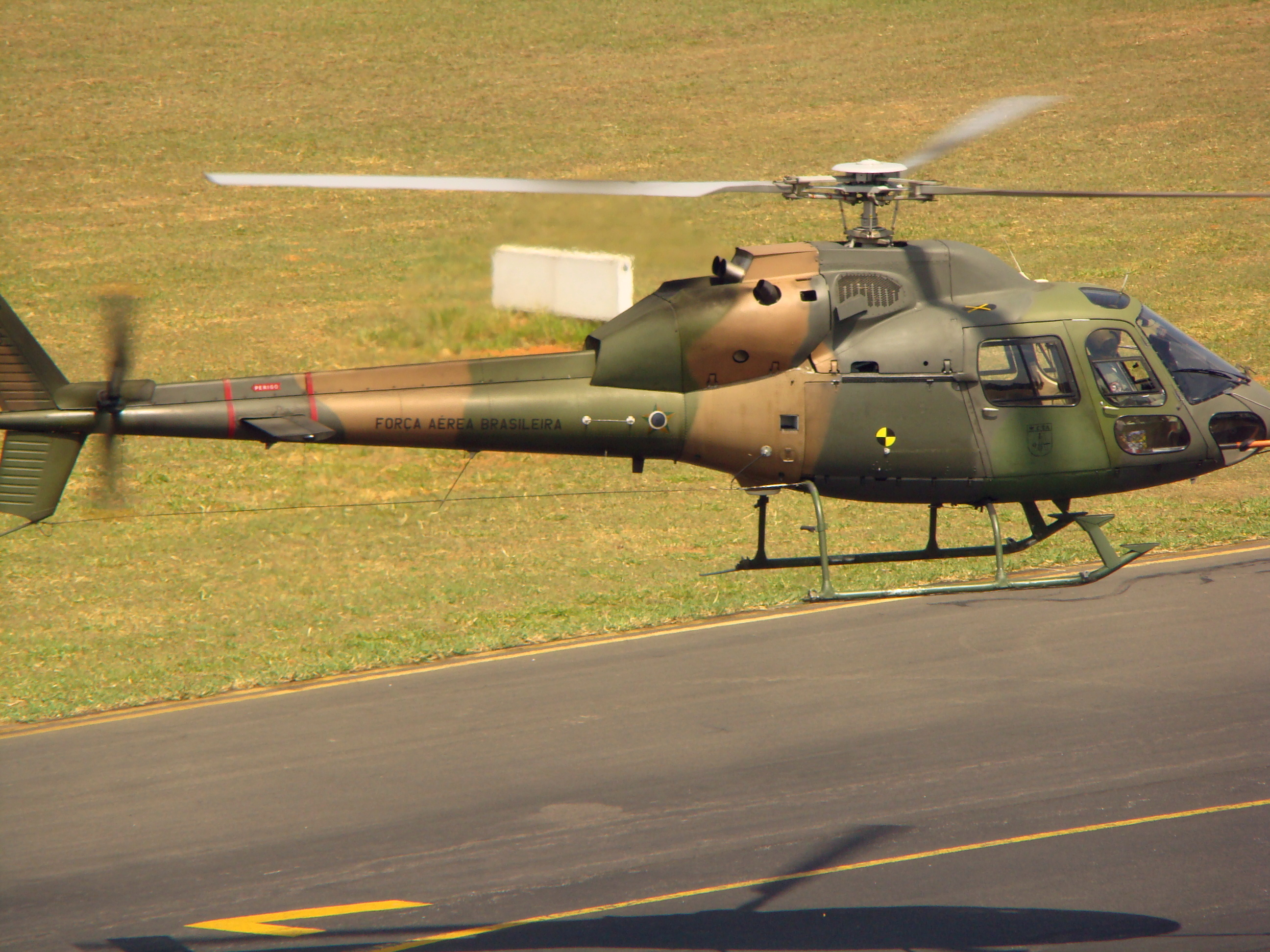
AS355 Écureuil 2 construit par Helibras.

Au début des années 1970, l'entreprise Aérospatiale lance un programme de développement visant à remplacer l'Alouette II vieillissante. Alors que la Gazelle, qui avait été développée dans les années 1960 et 1970, fait l'objet de nombreuses commandes de la part de clients militaires, les ventes commerciales du type sont inférieures aux prévisions, d'où la nécessité d'un développement orienté vers le secteur civil.
Le développement du nouveau giravion, dirigé par l'ingénieur en chef René Mouille, est axé sur la production d'un véhicule aérien économique et rentable. Les départements Production et achats d'Aérospatiale sont fortement impliqués dans le processus de conception, notamment par l'utilisation d'une structure en tôle laminée, une technique de fabrication adaptée à l'industrie automobile, ainsi que par le rotor principal Starflex nouvellement développé. Il est également décidé que des variantes civiles et militaires de l'hélicoptère émergent seraient développées pour se conformer aux exigences militaires établies.
Le 27 juin 1974, le premier prototype, un AS350C équipé d'un turbomoteur Lycoming LTS101, effectue son premier vol à Marignane, en France ; le second prototype, équipé d'un Turbomeca Arriel 1A, suit le 14 février 1975,. Le 28 septembre 1979, une version bimoteur du giravion effectue son premier vol ; elle est ensuite commercialisée sous les noms d'Écureuil 2, Twin Squirrel et, en Amérique du Nord, TwinStar.
La production du type à l'étranger ne tarde pas à démarrer. Le produit le plus répandu de la gamme de l'hélicoptériste brésilien Helibras est l'Écureuil AS350 d'Eurocopter,. L'entreprise assemble sous licence l'AS350 et l'AS355 à partir de kits expédiés par la principale chaîne de production d'Eurocopter pour la famille à Marignane ; les AS355 brésiliens contiennent également un certain niveau de contenu développé en interne. Au cours des années 2000, Eurocopter aurait été en pourparlers pour ouvrir une chaîne de production supplémentaire d'AS355 en Chine.
Malgré l'introduction de l'Eurocopter EC130 en 2001, la production des AS350 et AS355, ainsi que de leurs homologues militarisés AS550 et AS555 Fennec, se poursuit pendant un certain temps. En 2007, la variante plus performante AS355 NP est mise en service. Selon le périodique aérospatial Flight International, la décision de développer l'AS355 NP, qui, selon Eurocopter, était destiné au transport d'entreprise et aux opérateurs de services publics, est la réponse de l'entreprise au lancement du Bell 417 par son concurrent américain Bell Helicopter,.
Outre les efforts internes d'Eurocopter pour améliorer l'Écureuil 2, des tiers développent leurs propres modifications et mises à niveau spécifiquement pour ce type d'appareil. Des programmes de conversion et des compléments pour la famille AS350 sont produits et sont proposés par de nombreux spécialistes du marché secondaire ; de nombreux programmes de mise à niveau et de rééquipement impliquent l'utilisation croissante de systèmes numériques, tels que la suite avionique G500H construite par Garmin.
En septembre 2015, Airbus Helicopters annonce que la société avait décidé d'arrêter la fabrication de l'AS355 dans le cadre d'un effort visant à se concentrer sur des giravions plus performants. La production de l'AS355 se poursuit en 2016, jusqu'à ce que le carnet de commandes existant soit rempli. Malgré l'arrêt du programme AS355, la production de ses frères et sœurs AS350 se poursuit et est même élargie à peu près au même moment,. 